# Annika Langvad
Annika Langvad (Silkeborg, 22 marzo 1984) è un'ex mountain biker, ciclista su strada e ciclocrossista danese, attiva come Elite dal 2008 al 2020. Specialista del mountain biking, in carriera ha vinto un titolo mondiale Elite di cross country e cinque titoli mondiali di marathon.

## Palmarès

### Mountain biking
- 2009[3]

5ª prova MTB-Bundesliga, Cross country (Wetter)
Campionati danesi, Cross country
- 2010[3]

prova Cyprus Sunshine Cup, Cross country (Voroklini)
Classifica generale Afxentia-Macheras Forest, prova Cyprus Sunshine Cup, Cross country (Macheras)
Bike the Rock, prova MTB-Bundesliga, Cross country (Heubacher)
Campionati danesi, Cross country
- 2011[3]

prova Cyprus Sunshine Cup, Cross country (Voroklini)
Classifica generale Afxentia-Macheras Forest, prova Cyprus Sunshine Cup, Cross country (Macheras)
Bike Festival Saalhausen, prova MTB-Bundesliga, Cross country (Saalhausen)
prova MTBliga.dk, Cross country (Varde)
Campionati del mondo, Marathon
Campionati danesi, Cross country
- 2012[3]

prova Cyprus Sunshine Cup, Cross country (Voroklini)
Classifica generale Afxentia-Macheras Forest, prova Cyprus Sunshine Cup, Cross country (Macheras)
Amathous-Agios Tychon, prova Cyprus Sunshine Cup, Cross country (Amathous)
prova MTBliga.dk, Cross country (Århus)
prova MTBliga.dk, Cross country (Kolding)
prova MTBliga.dk, Cross country (Silkeborg)
prova MTBliga.dk, Cross country (Varde)
Campionati danesi, Cross country
Campionati del mondo, Marathon
- 2013[3]

1ª prova SRAMLiga, Cross country (Silkeborg)
2ª prova SRAMLiga, Cross country (Copenaghen)
prova SRAMLiga, Cross country (Silkeborg)
Campionati danesi, Cross country
- 2014[3]

Classifica generale Cape Epic, Marathon (con Ariane Kleinhans)
Bike the Rock, prova MTB-Bundesliga, Cross country (Heubacher)
prova SRAMLiga, Cross country (Viborg)
Campionati del mondo, Marathon
prova SRAMLiga, Cross country (Næstved)
Campionati danesi, Cross country
Perskindol Swiss Epic, Marathon (Zermatt)
- 2015[3]

Classifica generale Afxentia-Macheras Forest, prova Cyprus Sunshine Cup, Cross country (Macheras)
Classifica generale Cape Epic, Marathon (con Ariane Kleinhans)
prova SRAMLiga, Cross country (Viborg)
Ötztaler Mountainbike Festival, Cross country (Haiming)
Bike the Rock, prova MTB-Bundesliga, Cross country (Heubacher)
Campionati danesi, Cross country
6ª prova Coppa del mondo, Cross country (Val di Sole)
- 2016[3]

Classifica generale Cape Epic, Marathon (con Ariane Kleinhans)
1ª prova Coppa del mondo, Cross country (Cairns)
2ª prova Coppa del mondo, Cross country (Albstadt)
Campionati danesi, Cross country
Campionati del mondo, Cross country
- 2017[3]

Attekwas Extreme MTB Challenge, Marathon (Oudtshoorn)
1ª prova Coppa del mondo, Cross country (Nové Město na Moravě)
Campionati del mondo, Marathon
Campionati danesi, Cross country
Roc d'Azur, Marathon (Fréjus)
- 2018[3]

1ª prova Coppa del mondo, Cross country (Stellenbosch)
Classifica generale Cape Epic, Marathon (con Kate Courtney)
Sea Otter Classic, Marathon (Monterey)
Campionati danesi, Marathon
2ª prova Coppa del mondo, Cross country short track (Albstadt)
3ª prova Coppa del mondo, Cross country short track (Nové Město na Moravě)
3ª prova Coppa del mondo, Cross country (Nové Město na Moravě)
Campionati danesi, Cross country
4ª prova Coppa del mondo, Cross country short track (Val di Sole)
6ª prova Coppa del mondo, Cross country short track (Mont-Sainte-Anne)
7ª prova Coppa del mondo, Cross country short track (La Bresse)
Campionati del mondo, Marathon
- 2019[3]

Classifica generale Afxentia-Macheras Forest, prova Cyprus Sunshine Cup, Cross country (Macheras)
Classifica generale Cape Epic, Marathon (con Anna van der Breggen)
Sea Otter Classic XCO, Cross country (Monterrey)
Karl XII Rittet, Cross country (Halden)
4ª prova MTB-liga, Cross country (Copenaghen)
Classifica generale Kos Island MTB Stage Race, Cross country (Coo)
- 2020[3]

Classifica generale Cyprus Sunshine Epic, Cross country (con Haley Batten)
Classifica generale Swiss Epic, Cross country (con Haley Batten)
Campionati danesi, Cross country marathon
Campionati danesi, Cross country

### Strada
- 2010 (due vittorie)

Campionati danesi, Prova a cronometro
Campionati danesi, Prova in linea
- 2011 (una vittoria)

Campionati danesi, Prova a cronometro
- 2013 (una vittoria)

Campionati danesi, Prova a cronometro

### Ciclocross
- 2010-2011 (una vittoria)

Campionati danesi, Prova Elite
- 2013-2014 (una vittoria)

Campionati danesi, Prova Elite
- 2014-2015 (una vittoria)

Campionati danesi, Prova Elite

## Piazzamenti

### Competizioni mondiali

#### MTB
- Campionati del mondo di mountain bike

Canberra 2009 - Cross country Elite: 23ª
Mont-Sainte-Anne 2010 - Cross country Elite: 19ª
Saalfelden 2012 - Cross country Elite: 23ª
Hafjell 2014 - Staffetta a squadre: 9ª
Hafjell 2014 - Cross country Elite: 18ª
Vallnord 2015 - Staffetta a squadre: 2ª
Vallnord 2015 - Cross country Elite: 16ª
Nové Město na Moravě 2016 - Staffetta a squadre: 5ª
Nové Město na Moravě 2016 - Cross country Elite: vincitrice
Cairns 2017 - Staffetta a squadre: 2ª
Cairns 2017 - Cross country Elite: 25ª
Lenzerheide 2018 - Staffetta a squadre: 3ª
Lenzerheide 2018 - Cross country Elite: 2ª
Mont-Sainte-Anne 2019 - Staffetta a squadre: 7ª
Mont-Sainte-Anne 2019 - Cross country Elite: 48ª
Leogang 2020 - Cross country Elite: ritirata
- Campionati del mondo di MTB marathon

St. Wendel 2010: 3ª
Montebelluna 2011: vincitrice
Ornans 2012: vincitrice
Kirchberg in Tirol 2013: 4ª
Pietermaritzburg 2014: vincitrice
Val Gardena 2015: 2ª
Laissac 2016: 9ª
Singen 2017: vincitrice
Auronzo di Cadore 2018: vincitrice
- Coppa del mondo di mountain bike

2010 - Cross country: 26ª
2011 - Cross country: 9ª
2012 - Cross country: 28ª
2013 - Cross country: 18ª
2014 - Cross country: 8ª
2015 - Cross country: 6ª
2016 - Cross country: 2ª
2017 - Cross country: 3ª
2018 - Cross country: 2ª
2019 - Cross country: 39ª
- Giochi olimpici

Rio de Janeiro 2016 - Cross country: 11ª

#### Strada
- Campionati del mondo su strada

Toscana 2013 - Cronometro Elite: 6ª
Innsbruck 2018 - In linea Elite: 37ª